# 6. Ringstraße (Peking)
Die 6. Ringstraße oder der Autobahnring Peking (chinesisch 六环路, Pinyin Liùhuán Lù, englisch 6th Ring Road), chin. Abk. G4501, ist eine ringförmige und durchweg vierspurige Autobahn rund um die Hauptstadt Peking (Beijing) im Nordosten Chinas. Der 220 km lange Autobahnring, der 2010 fertiggestellt wurde, ist Teil des Autobahnnetzes von Peking. Er verläuft bereits außerhalb des Pekinger Flughafens und in einem Abstand von 20–30 km vom Stadtzentrum.